# 1788 au Nouveau-Brunswick
Chronologie du Nouveau-Brunswick
- 1784
- 1785
- 1786
- 1787
- 1788
- 1789
- 1790
- 1791
- 1792

Cette page concerne des événements d'actualité qui se sont produits durant l'année 1788 dans la province canadienne du Nouveau-Brunswick.

## Événements
- Fondation du village Cap-de-Richibouctou par Pierre Richard, originaire de Memramcook.